# Bafia (lud)
Bafia (nazywani także Bekpak) – lud afrykański zamieszkujący głównie Region Centralny w Kamerunie. Ich populację szacuje się na 127 tysięcy. Posługują się językiem bafia, z grupy języków bantuidalnych. Sami określają się jako Bekpak.
Zajmują się rolnictwem. Wśród upraw dominują taro, ignam, maniok, warzywa, kukurydza, orzeszki ziemne, fasola i pomidory. Do częstych drzew owocowych należą: palmy kokosowe, śliwy, pomarańcze, cytryny, mango i awokado. Hodują także kury, trzodę chlewną, kozy, owce i bydło. 
Znani są ze swojego tradycyjnego tańca, zwanym tańcem bafijskim. Uroczystości z tańcem najczęściej odbywają się po udanych żniwach, ale bywają również wykonywane na przyjęciach i weselach. 
Na obecny obszar imigrowali z dalekiej północy, uciekając przed ekspansją Fulan.